# Frères de Saint-Gabriel
Pour les articles homonymes, voir Frères de l'instruction chrétienne.
 (novembre 2023).
Les Frères de l'instruction chrétienne de Saint-Gabriel (en latin : institutum Fratrum instructionis Christianae a S. Gabriele) appelés couramment Frères de Saint-Gabriel forment une congrégation laïque masculine de droit pontifical.

## Historique

### Première phase

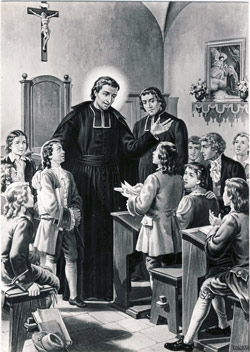
Louis-Marie Grignion de Montfort, fondateur des Frères Saint-Gabriel, en compagnie d’un des premiers frères (image du XIXe siècle).

Louis-Marie Grignion de Montfort fonde une congrégation de religieuses, les Filles de la Sagesse (dont la cofondatrice est la bienheureuse Marie-Louise Trichet) et une autre, de pères et de frères, nommée indifféremment Compagnie de Marie ou Communauté du Saint-Esprit. Juridiquement, les premiers frères sont les quatre qui prononcent leurs vœux en juin 1715 pour l'éducation et l'instruction de la jeunesse connue d'abord sous le nom de « Frères du Saint-Esprit ». Pères, frères et sœurs dépendent d'un seul supérieur général qui réside à Saint-Laurent-sur-Sèvre (Vendée) où le père de Montfort meurt et est inhumé. 
Le septième supérieur est le père Gabriel Deshayes (1767-1841). Il entre dans la Compagnie de Marie à 53 ans, à la demande instante de son prédécesseur qui voit en lui un sauveur, non des sœurs qui étaient prospères, mais de la congrégation masculine réduite à un nombre presque squelettique. Grâce à son zèle, les pères se multiplient et plus encore les frères, qu'il décide de diviser en deux groupes. Les uns restent avec les pères et sont leurs auxiliaires pour des tâches temporelles ou pastorales. Les autres, plus nombreux, sont destinés à l'enseignement.
La maison principale qu'il leur donne à Saint-Laurent-sur-Sèvre est appelée Saint-Gabriel en son honneur et l'on prend vite l'habitude d'appeler ses habitants « Frères de Saint-Gabriel ». Ce nom, qui remplace le premier, « Frères du Saint-Esprit », devient officiel quand les frères sont autorisés à enseigner dans toute la France par un décret de l'empereur Napoléon III, le 3 mars 1853. Il est canoniquement reconnu par le Saint-Siège en 1910.
La division des Frères en deux groupes, opérée par Gabriel Deshayes, prépare un autre changement plus important : l'autonomie des frères enseignants par rapport à la Compagnie de Marie. En septembre 1842, quelques mois après la mort du père Deshayes, son successeur n'est pas un prêtre, mais un frère. Le rôle joué par les trois premiers supérieurs frères, frère Augustin (1842-1852), frère Siméon (1852-1862) et frère Eugène-Marie (1862-1883) est déterminant pour façonner le visage de l'institut.

### Deuxième phase: de 1842 à nos jours
Depuis son autonomie jusqu'au XXIe siècle la congrégation vit une histoire où se succèdent quatre périodes principales.

### AuXIXesiècle
Les effectifs de la congrégation augmentent. Alors qu'au XVIIIe siècle, ils ne furent jamais très nombreux - une trentaine au total, on en compte 184 en 1850, 398 en 1860, 1027 en 1900. Leur mission principale est l'éducation. Ils l'exercent dans des centaines d'écoles primaires, quelques pensionnats importants, neuf établissements de sourds-muets, cinq d'aveugles, quelques orphelinats et des classes primaires de collèges dirigés par des ecclésiastiques ou des jésuites.
Tous leurs établissements se trouvent en France, avec une présence au Canada à partir de 1888 et en Égypte à partir de 1890. En France, les plus nombreux sont situés dans l'ouest ; les autres dans le sud-est (la Provence), le centre de (l'Auvergne), le nord et la région parisienne.

### De 1900 à 1945
La loi française du 1er juillet 1901 sur les associations impose aux congrégations d'obtenir l'autorisation par une loi. Cette autorisation ayant été refusée, la congrégation est légalement dissoute en France en 1903. L'armée vient expulser en février 1904 les frères se trouvant à la maison-mère de Ploërmel en février 1904, ce qui suscite l'indignation de la population locale. L'administration générale se fixe en Belgique. Plus de quatre cents frères quittent l'institut. D'autres, qui restent en France, sont contraints de se « séculariser » : suppression de l'habit religieux, interdiction de vivre en communauté. D'autres encore partent pour l'étranger. Les pays où ils se fixent au début du siècle sont situés en Europe, en Afrique et en Asie.
- En Europe, l'implantation de la congrégation reste passagère en Suisse et aux Pays-Bas et sans grand développement en Angleterre. En Belgique, en Italie et en Espagne elle donne naissance à des provinces qui existent encore, malgré leurs épreuves, comme la mort violente de quarante-neuf frères en 1936 pendant la guerre civile espagnole.

- En Afrique, si la seconde guerre italo-éthiopienne met fin en 1935 à la présence des Frères en Éthiopie, leur mission au Gabon et à Madagascar ne s'est jamais interrompue depuis un siècle.

- En Asie, il en est de même pour les deux pays, la Thaïlande et l'Inde, où ils arrivent respectivement en 1901 et 1903.

La dimension internationale donnée ainsi à la congrégation a pour conséquence de justifier son statut : de droit diocésain jusqu'alors, elle devient de droit pontifical en 1910. En 1936, l'institut gagne encore deux autres pays : le Congo belge et Singapour.

### De 1946 à 1965
Une fois passée l'épreuve de la Seconde Guerre mondiale, la congrégation repart de plus belle. Pendant vingt ans, de 1946 à 1966, elle passe de 1 200 à 1 800 frères ; elle crée  douze provinces nouvelles ; elle ouvre dix-huit juvénats, cinq noviciats et sept scolasticats ; elle prend en charge une moyenne de dix écoles par an d'un continent à l'autre ; elle gagne onze nouveaux pays : le Brésil (1936), le Sénégal (1954), la Malaisie (1955), le Sri Lanka (1956), l'Irak (1957), la République Démocratique du Congo et la République du Congo[Lequel ?] (1957), le Centrafrique (1957), la Colombie (1961), le Pérou (1962), le Cameroun (1964), le Rwanda (1965), auxquels on peut ajouter en 1968, la Papouasie-Nouvelle-Guinée. En 2013, elle est toujours présente dans ces pays sauf au Sri Lanka et en Irak.

### Depuis 1965
Le concile Vatican II (1962-1965) marque le début d'une nouvelle étape dans l'histoire de l'institut. La rénovation adaptée de la vie religieuse demandée par le décret conciliaire Perfectae Caritatis du 28 octobre 1965 va mobiliser pendant des années les énergies des Frères, en particulier ceux qui participent aux chapitres généraux successifs d'une longueur inhabituelle. Leurs travaux aboutissent en 1971 à la rédaction d'une nouvelle règle appelée Règle de vie qui sera approuvée officiellement par l'Église en 1986.
D'autres changements apparaissent : 
- un approfondissement du charisme montfortain ;
- un souci de collégialité dans le gouvernement par les Conseils d'institut dont le premier remonte à 1972 ;
- le fait de considérer les laïcs avec qui les Frères collaborent comme des partenaires à part entière (quelques-uns seront même présents au chapitre général d'avril 2000) ;
- le déplacement des forces vives de la congrégation de l'Occident (Europe et Canada, où elle recrute beaucoup moins) vers l'Afrique et l'Asie, où sont suscitées désormais les vocations.

En effet, malgré les perturbations apportées par la violence et la guerre dans certains pays (république démocratique du Congo, Congo Brazzaville, Rwanda), les deux provinces d'Afrique centrale et du Sénégal n'ont cessé de s'affirmer et leur avenir est désormais aux mains des Africains eux-mêmes.  En Thaïlande, un élève sur cinq dans l'enseignement catholique est éduqué par les Frères de Saint-Gabriel. L'Inde compte presque cinq cents frères, présents dans seize États et appartenant à six provinces religieuses. Elle devient à son tour missionnaire, en envoyant des frères hors de ses frontières : île Maurice (1969), Tanzanie (1963), Fidji (1973), Tonga (1989), Madagascar (1997), les Philippines (1998).

## Agressions sexuelles
La congrégation des Frères de Saint-Gabriel est impliquée dans des affaires d'abus sexuels sur mineurs commis par certains de ses membres entre les années 1950 et 1975.
En mai 2022, les Frères de Saint-Gabriel reconnaissent les actes de pédocriminalité commis par plusieurs de leurs membres.

### Faits reconnus
Le frère Gabriel Girard a agressé sexuellement au moins une vingtaine d'enfants, garçons et filles, entre 1965 et 1972 dans deux écoles,  à Loctudy dans le Finistère, au sein de l'école Saint-Tudy gérée à l'époque des faits par les frères de Saint-Gabriel et à Issé dans la Loire-Atlantique. La congrégation missionne un historien pour étudier ces faits,.
Au moins 18 frères, tous décédés, ont été mis en cause pour des abus commis principalement entre 1950 et 1975.
Plusieurs établissements scolaires gérés par la congrégation ont été le théâtre d'abus, notamment :
- L'école Saint-Louis à Issé (Loire-Atlantique), entre 1965 et 1972[5]
- Une école à Loctudy (Finistère)[2]
- L'internat de l'école Saint-Gabriel à Pont-l'Abbé (Finistère), entre 1950 et 1955[1]
- Des établissements en Vendée et Maine-et-Loire[1]
- Certains juvénats de la congrégation[5]

### Témoignages et reconnaissance
Le 12 mai 2022, la congrégation organise une journée d'écoute et de reconnaissance des victimes à Saint-Laurent-sur-Sèvre (Vendée). Une vingtaine de victimes témoignent, dont des anciens élèves d'Issé et de Loctudy. 
Le frère Claude Marsaud, provincial de la congrégation, reconnaît officiellement les actes et la responsabilité des frères de Saint-Gabriel.
Les victimes rapportent des traumatismes durables à la suite des abus subis. Certaines expriment avoir « raté des parties importantes de leur vie » à cause de ces événements.
La congrégation s'est engagée dans une démarche de vérité et de reconnaissance envers les victimes.
Une délégation de 26 victimes des frères de la communauté Saint-Gabriel ont rencontré le pape François, en novembre 2023. Celui-ci leur a demandé pardon,.

### Action collective
En septembre 2024, la branche canadienne est visée par une action collective pour des agressions sexuelles présumées, commises pendant entre les années 1950 et 1970 sur plus de 87 victimes.

## Supérieurs généraux
Durant le XIXe siècle, après la mort du P. Deshayes (décembre 1841), quatre supérieurs généraux, les frères Augustin, Siméon, Eugène-Marie et Hubert vont à leur manière donner corps à cet institut naissant.
- Le F. Augustin (1842-1852), Breton du Morbihan, esprit pratique et administrateur avisé, c'est le premier supérieur général frère. Il continue l’œuvre de Gabriel Deshayes, son père spirituel. Il établit la congrégation sur des bases solides. Il lui donne son autonomie, lui construit une maison mère, fait imprimer sa règle et son premier manuel de piété, la fait reconnaître légalement en France par un décret de Napoléon III, sous son nouveau nom de Saint-Gabriel.

- Le F. Siméon (1852-1862). Angevin de Beaupréau, il a été maître des novices et assistant général avant son mandat de supérieur général : il est ensuite (fait unique dans l'institut) de nouveau assistant général et directeur des jeunes profès : c'est donc pendant cinquante ans qu'il exerce une influence décisive sur l'institut. Par son esprit de prière, il donne aux Frères une haute idée de leur consécration religieuse et, par sa douceur et sa bonté proverbiales, il est au point de départ de l'esprit gabriéliste, fait de simplicité, de paix et de charité.

- Le F. Eugène-Marie (1862-1883). Né en Provence, loin du petit groupe originel, il apporte à l'institut un nouveau souffle. Il cherche à implanter et à financer des noviciats dans toute la France. D'une culture biblique prodigieuse, il rédige une nouvelle règle moins juridique où la place faite à la pédagogie est considérable. Sa priorité est de donner aux Frères une solide formation religieuse et profane, sans jamais séparer la science et la vertu. Il meurt subitement, à 59 ans, après avoir été, malgré sa mauvaise santé, élu cinq fois de suite (autre fait unique dans l'histoire de l'institut).

- Le F. Hubert (1883-1898). Il doit se débattre dans le maquis des nouvelles lois scolaires. En 1888, l’année même de la béatification du Père de Montfort, il envoie les premiers frères au Canada et, deux ans plus tard, en Égypte.

Le XXe siècle se divise en deux parties : de 1898 à 1965, une période d'extension et de mission, et de 1965 à l'an 2000, une révision en profondeur de la vie religieuse apostolique et gabriéliste.
- Avec le F. Martial (1898-1922), ce sont les dures épreuves de la sécularisation de 1903 en France et celles de la Première Guerre mondiale. Il répand alors l'institut dans une dizaine de pays en Europe et en Asie. Il fait approuver les constitutions par le Saint-Siège en 1910.

- Le F. Sébastien (1922-1935) est considéré comme un administrateur rigoureux qui est aussi économe général pendant vingt-et-un ans. C'est lui qui favorise la préparation intellectuelle des Frères, l'expansion missionnaire et crée le second noviciat (une période de reprise spirituelle).

- Avec le F. Benoît-Marie (1935-1946), reviennent les épreuves successives : fin de la mission d'Abyssinie, mort violente de quarante-neuf frères pendant la guerre d'Espagne, situations difficiles créées par la Seconde Guerre mondiale. Il démissionne le 7 janvier 1946.

- Le F. Anastase (1946-1953) ouvre son généralat par la canonisation du père de Montfort en 1947. Après les épreuves de la guerre, il favorise un retour à la discipline religieuse et fonde cinq nouvelles provinces.

- Le F. Gabriel-Marie (1953-1965) dans un enseignement très abondant donné par des lettres et des retraites, anime et ranime la vie spirituelle des Frères qui n'auront jamais été aussi nombreux (presque 1 800 en 1965).

Le concile Vatican II propose un aggiornamento de la vie de l'Église et de la vie religieuse. Le dernier tiers du XXe siècle est dans cette foulée.
- Le F. Romain Landry (1965-1976) est le supérieur du chapitre (rencontre internationale de délégués de l'institut) de l’aggiornamento qui prépare la règle de vie. Il travaille aussi à la réconciliation de la famille montfortaine. Cette période est marquée par un développement rapide des provinces d'Asie, le début de la crise des vocations en Europe occidentale et le départ de nombreux frères.

- Le F. Jean Bulteau (1976-1988) fait approuver la règle de vie et veut susciter chez les frères le désir de la mettre en pratique. Il forge entre les provinces une meilleure connaissance et une plus grande solidarité.

- Le F. Jean Friant (1988-2000). Pendant son généralat, le patrimoine montfortain et les racines deshaysiennes de l'institut sont redécouverts. Il intensifie la collaboration dans la famille montfortaine, encourage le partenariat avec les laïcs, favorise l'internationalité entre les frères et suscite une nouvelle expansion de l'institut en dehors de l'Europe.

Avec le XXIe siècle, s'amorce une nouvelle ère.
- Le F. René Delorme, élu en l'an 2000 13e supérieur général, met en œuvre les décisions du 29e chapitre général. Les axes de renouveau se font dans la lignée de la mission pour les pauvres, les plus petits. L'institut veut encourager la participation des laïcs dans sa spiritualité et sa mission. Enfin, elle se veut présente et active dans le domaine des moyens modernes d'information et de communication.

- Le 14 avril 2012, a lieu l'élection du F. John Kallarackal. C'est le premier supérieur non francophone et non européen, puisqu'il est de nationalité indienne : 14e supérieur général pour un premier mandat de six  ans.

## Activités et diffusion
Les Frères de l'instruction chrétienne de Saint-Gabriel se dédient à l'éducation des jeunes à l'éducation dont des écoles pour sourds et aveugles et l'apostolat missionnaire :
- Europe : Angleterre, Belgique, Espagne, France[9], Italie, Pologne ;
- Amérique : Brésil, Canada, Colombie, Haïti, Pérou ;
- Afrique : Cameroun, République centrafricaine, république du Congo, république démocratique du Congo, Gabon, Guinée, Madagascar, Île Maurice, Rwanda, Sénégal, Tanzanie ;
- Asie : Inde, Malaisie, Philippines, Singapour, Thaïlande ;
- Océanie : Fidji, Papouasie-Nouvelle-Guinée, Tonga.

Fin 2005, la congrégation comptait deux cent cinquante-neuf maisons et 1 261 religieux ; vingt-six d'entre eux sont prêtres.